# 拉奥斯德拉维耶哈
拉奥斯德拉维耶哈，是西班牙阿拉贡自治区特鲁埃尔省的一个市镇。总面积44平方公里，总人口123人（2001年），人口密度3人/平方公里。